# Омельянюк, Филипп Трофимович
Филипп Трофимович Омельянюк (1905—1966) — капитан Советской Армии, участник Великой Отечественной войны, Герой Советского Союза (1945).

## Биография
Филипп Омельянюк родился 5 февраля 1905 года в селе Казьминское (ныне — Кочубеевский район Ставропольского края). После окончания средней школы руководил сначала колхозом, затем Львовской областной конторой «Заготзерно». В июле 1941 года Омельянюк был призван на службу в Рабоче-крестьянскую Красную Армию и направлен на фронт Великой Отечественной войны.
К январю 1945 года гвардии старший лейтенант Филипп Омельянюк был заместителем по политчасти командира батальона 447-го стрелкового полка 397-й стрелковой дивизии 61-й армии 1-го Белорусского фронта. В ночь с 14 на 15 января 1945 года батальон Омельянюка успешно прорвал немецкую оборону и переправился через реку Кюддов (ныне — Гвда), захватив плацдарм на её берегу. Противник предпринял пяти контратак, но батальон все их отразил, уничтожив 4 танка.
Указом Президиума Верховного Совета СССР от 27 февраля 1945 года гвардии старший лейтенант Филипп Омельянюк был удостоен высокого звания Героя Советского Союза с вручением ордена Ленина и медали «Золотая Звезда».
В июле 1946 года в звании капитана Омельянюк был уволен в запас. Проживал сначала в Казахской ССР, работал секретарём парткома совхоза, позднее жил в Черкесске. Скончался 4 сентября 1966 года.
Был также награждён орденами Красного Знамени и Отечественной войны 2-й степени, двумя орденами Красной Звезды, рядом медалей.
В честь Омельянюка названы улицы в Черкесске и селах Казьминское и Кочубеевское Ставропольского края.